# Surattha strioliger
Surattha strioliger là một loài bướm đêm trong họ Crambidae.